# Хонщайн (род)
Хонщайн или Графовете фон Хонщайн (на немски: Hohnstein; Honstein; Grafen von Hohnstein) е стар немски благороднически род в Харц. От средата на XII век те са по документи първо господари на Илфелд. Те управляват в множество графства и изчезват през 1593 г.
Първият известен от фамилията е Аделгер фон Илфелд/Елгер I, граф на Илфелд (1128), по документи от 1103 до 1128 г., († 18 ноември ....), женен за Бертрада († 12 октомври ....). Те живеят първо в замъка Илбург в Илфелд.
През 1154 г. в документ Елгер фон Илфелд (или Аделгер) се жени ок. 1162 г. за Лутруда фон Хонщайн, според документ на Хайнрих Лъв за манастира Фолкенрода. През 1182 г. един граф Елгер фон Хонщайн се споменава като свидетел в документ на император Фридрих I Барбароса. Те живеят първо на територията около Илфелд и Нойщат/Харц със замък Хонщайн (Харц). Графовете разширяват до средата на XIV век значително територията си и стават най-значимите графове в Южен Харц, още преди графовете на Шварцбург и графовете цу Щолберг. През края на XII – началото на XIV век Дом Хонщайн започва да се дели на множество линии и от 1315 г. е разделен на три линии.
Графството Хонщайн е от 1815 г. в Кралство Хановер.

## Снимки
- Замъкът Билщайн (Ешвеге), резиденция на графовете Вигер фон Билщайн
- Илбург, резиденция на графовете на Илфелд, странична линия на графовете на Билщайн
- Замъкът Хонщайн (Харц), резиденция на графовете на Хонщайн, странична линия на графовете на Илфелд
- Замъкът Келбра (Кифхойзер)
- Дворецът Херинген
- Замъкът Лохра
- Замъкът Шарцфелс
- Бад Лаутерберг в Харц, мястото на замъка Лутерберг
- Замъкът Боденщайн

## Значими представители
- Елгер фон Хонщайн († 1390), Algardus comes de Hoensteyn, през 1390 г. е кръстоносец при обсадата на Вилнюс (столицата на Великото княжество Литва)
- Фолкмар Волф фон Хонщайн (1512 – 1580)
- Ернст фон Хонщайн (1562 – 1593), последен регент на графство Хонщайн, което отива към Княжество Брауншвайг-Волфенбютел
- Мартин фон Хонщайн (1524 – 1609), херенмайстор на Йоанитския орден, последен мъжки представител на рода
- Вилхелм фон Хонщайн (ок. 1470 – 1541) е от 1506 до 1541 епископ на Страсбург.